# 米哈伊利夫卡 (北頓涅茨克區)
49°6′21″N 38°34′11″E / 49.10583°N 38.56972°E
米哈伊利夫卡（烏克蘭語：Михайлівка）是位於烏克蘭東部的村莊，由盧甘斯克州北頓涅茨克區的魯比日內市鎮負責管轄。該村始建於1820年，面積1.83平方公里，海拔高度68米，2001年人口593，人口密度每平方公里324人。